# Rouase
La Rouase est un ruisseau du département des Yvelines, affluent de la Mauldre, donc sous-affluent de la Seine, dont la majeure partie du cours se répartit entre les villes de Bazemont et d'Aulnay-sur-Mauldre.

## Géographie
La Rouase prend source entre le bois du Domaine et le bois de Beule, sur la commune de Bazemont, à 118 m d'altitude. Lors de son cours, la Rouase sépare Bazemont du hameau de la Sainte-Colombe. La route reliant la commune au hameau est souvent d'ailleurs appelée route des Rouases ou encore les Rouases.
Elle rejoint la Mauldre à Aulnay-sur-Mauldre, à 25 m d'altitude.
La longueur de son cours d'eau est de 3,4 km.
Elle a donné son nom au bulletin municipal de Bazemont, Au fil de la Rouase.

### Communes traversées
La Rouase traverse les quatre communes de Bazemont (source), Aubergenville, Aulnay-sur-Mauldre, Nézel (confluence), dans le seul canton d'Aubergenville au sein de l'arrondissement de Mantes-la-Jolie.

### Bassin versant
La Rouase traverse une seule zone hydrographique '« La Mauldre du confluent du ru Maldroit (exclu) au confluent de la Seine »' (H305) pour une superficie de 381 km2. Ce bassin versant est constitué à 52,37 % de « territoires agricoles », à 24,10 % de « territoires artificialisés », à 23,36 % de « forêts et milieux semi-naturels », à 0,15 % de « surfaces en eau », à 0,07 % de « zones humides ».

### Organisme gestionnaire
Le bassin de la Mauldre est géré par le COBAHMA (Comité de bassin hydrographique de la Mauldre et de ses affluents), qui rassemble les soixante-six (66) communes intéressées (environ 400 000 habitants) par la Mauldre et ses affluents sous l'égide du conseil général des Yvelines. Créé en 1992, il est présidé par Jean-François Raynal, conseiller général du canton de Poissy-Nord.
Un schéma d'aménagement et de gestion des eaux (SAGE) (document de planification institué par la loi sur l'eau du 3 janvier 1992) a été mis en œuvre par le COBAHMA.

## Affluent
La Rouase n'a pas d'affluent référencé. Son rang de Strahler est donc de un.